# Ruta Provincial 111
La Ruta Provincial 111 es una ruta no pavimentada, ubicada en el sudeste de la Provincia de Catamarca, Argentina.
La ruta comienza en la ciudad de Recreo en su intersección con la ruta nacional 157 y RP 26 . Desde ahí se dirige al oeste, uniéndose finalmente con la ruta provincial 7 en la localidad de Ramblones.
En su recorrido conecta a la ciudad de  Recreo con los parajes San José, El Suncho y Ramblones.
- Datos: Q125808033